# 田村顕盛
田村 顕盛（たむら あきもり）は、戦国時代から安土桃山時代にかけての武将。田村氏の家臣。陸奥小野城主。子は清康（右馬頭）。

## 略歴
田村義顕の子として誕生。父の死後は兄・隆顕、その子・清顕に仕える。天正14年（1586年）、清顕が嗣子無くして死去すると、田村家内部で御家騒動が起こったが（天正田村騒動）、顕盛は相馬義胤や田村家重臣・郡司敏良らと共謀して、伊達政宗に与する叔父・田村顕頼（月斎）と戦った。しかし戦いでは伊達政宗を後ろ盾にする顕頼が優勢で、天正17年（1589年）に降伏したとされる（田村仕置参照）。
顕盛に関しては誕生年そのものが不明であり、義顕の子で隆顕の弟であるということから、天正17年（1589年）の時点では90歳前後の高齢だったのではないかと推測される。なお、没年に関しては文禄元年（1592年）説もあり、死因に関しても病死のほか、郡司敏良と下枝城の戦いで戦死したものとされている。叔父の顕頼に至っては100歳を超える高齢だったものと思われ、顕頼と同じく存在に疑問視する説もある。
また、垣内和孝は近年になってこれまでの通説に疑問に投げかけ、田村氏の家中は伊達派の中でも月斎派と梅雪斎派に分かれて争っており（相馬派を含めれば田村氏は3つの派閥に分かれていたことになる）、天正田村騒動では田村梅雪斎は伊達派に属していたものの（郡山合戦では相馬氏の援軍に駆けつけた蘆名氏と戦っているため、相馬氏と結んでいたとすれば矛盾が生じる）、騒動終盤の伊達派内部の内紛で月斎派に敗れて追放されたとする新説を唱えている。